# Matrice normale
In matematica, in particolare in algebra lineare, una matrice quadrata a valori complessi {\displaystyle A} è una matrice normale se:
{\displaystyle A^{\dagger }A=AA^{\dagger }}
dove {\displaystyle A^{\dagger }} è la matrice trasposta coniugata di {\displaystyle A}. Ovvero, una matrice normale è una matrice che commuta con la sua trasposta coniugata. Se {\displaystyle A} è una matrice reale, allora {\displaystyle A^{\dagger }} è semplicemente uguale alla trasposta di {\displaystyle A}.
Le matrici normali sono unitariamente equivalenti alle matrici diagonali complesse.
Il concetto di matrice normale può essere generalizzato agli operatori normali sugli spazi di Hilbert e agli elementi normali nelle C*-algebre.

## Proprietà
Le matrici normali sono le matrici a cui si applica il teorema spettrale: possono essere rappresentate da una matrice diagonale rispetto a una base ortonormale di {\displaystyle \mathbb {C} ^{n}} opportunamente scelta. In altri termini, una matrice è normale se e solo se i suoi autospazi generano {\displaystyle \mathbb {C} ^{n}} e sono ortogonali a due a due rispetto all'usuale prodotto scalare di {\displaystyle \mathbb {C} ^{n}}.
In generale, la somma o il prodotto di due matrici normali non è necessariamente normale. Tuttavia, se {\displaystyle A} e {\displaystyle B} sono normali con {\displaystyle AB=BA}, allora sia {\displaystyle AB} che {\displaystyle A+B} sono normali e inoltre è possibile diagonalizzare simultaneamente {\displaystyle A} e {\displaystyle B} nel seguente senso: esiste una matrice unitaria {\displaystyle U} tale che {\displaystyle UAU^{\dagger }} e {\displaystyle UBU^{\dagger }} sono entrambe matrici diagonali. In questo caso, le colonne di {\displaystyle U^{\dagger }} sono autovettori sia di {\displaystyle A} che di {\displaystyle B} e formano una base ortonormale di {\displaystyle \mathbb {C} ^{n}}.
Se {\displaystyle A} è una matrice normale invertibile, allora esiste una matrice unitaria {\displaystyle U} e una matrice definita positiva {\displaystyle R} tale che {\displaystyle A=RU=UR}. Le matrici {\displaystyle R} e {\displaystyle U} sono unicamente determinate da {\displaystyle A}. Questa affermazione può essere vista come un analogo (e una generalizzazione) della rappresentazione polare dei numeri complessi non nulli.
Tutte le matrici unitarie, hermitiane, antihermitiane e definite positive sono normali. Se {\displaystyle A} è unitaria {\displaystyle A^{\dagger }A=AA^{\dagger }=I}. Se {\displaystyle A} è hermitiana, allora {\displaystyle A^{\dagger }=A} e quindi {\displaystyle A^{\dagger }A=AA=AA^{\dagger }}. Tuttavia non tutte le matrici normali sono unitarie, hermitiane, o definite positive.
Relativamente allo spettro di {\displaystyle A}, si ha che una matrice è normale se e solo se:
{\displaystyle \sigma _{i}(A)=|\lambda _{i}(A)|\qquad \forall i=1\dots n}
dove {\displaystyle \sigma _{1}(A)\geq \dots \geq \sigma _{n}(A)} sono i valori singolari di {\displaystyle A} e {\displaystyle |\lambda _{1}(A)|\geq \dots \geq |\lambda _{n}(A)|} gli autovalori di {\displaystyle A}.
Un'altra condizione necessaria e sufficiente è che la norma di Frobenius di {\displaystyle A} può essere calcolata con i suoi autovalori:
{\displaystyle \operatorname {tr} (A^{*}A)=\sum _{j}^{n}|\lambda _{j}|^{2}}
La norma operatoriale di una matrice normale {\displaystyle N}, inoltre, è pari al suo raggio spettrale:
{\displaystyle \sup _{\|x\|=1}\|Nx\|=\sup _{\|x\|=1}|\langle Nx,x\rangle |=\max\{|\lambda |:\lambda \in \sigma (N)\}}
dove {\displaystyle \sigma (N)} è lo spettro di {\displaystyle N}.

## Esempio
La matrice:
{\displaystyle {\begin{pmatrix}-i&-i&0\\-i&i&0\\0&0&1\end{pmatrix}}}
è normale poiché:
{\displaystyle {\begin{pmatrix}-i&-i&0\\-i&i&0\\0&0&1\end{pmatrix}}{\begin{pmatrix}-i&-i&0\\-i&i&0\\0&0&1\end{pmatrix}}^{\dagger }={\begin{pmatrix}-i&-i&0\\-i&i&0\\0&0&1\end{pmatrix}}{\begin{pmatrix}i&i&0\\i&-i&0\\0&0&1\end{pmatrix}}}
{\displaystyle ={\begin{pmatrix}2&0&0\\0&2&0\\0&0&1\end{pmatrix}}={\begin{pmatrix}i&i&0\\i&-i&0\\0&0&1\end{pmatrix}}{\begin{pmatrix}-i&-i&0\\-i&i&0\\0&0&1\end{pmatrix}}={\begin{pmatrix}-i&-i&0\\-i&i&0\\0&0&1\end{pmatrix}}^{\dagger }{\begin{pmatrix}-i&-i&0\\-i&i&0\\0&0&1\end{pmatrix}}}
ma non è unitaria, né hermitiana, né definita positiva.